# The Road Trip
The Road Trip är en brittisk romantisk dramakomediserie vars första säsong hade premiär den 26 december 2024. Serien består av sex avsnitt.

## Handling
Serien handlar om Addie och hennes syster Deb som ska bila ner till ett bröllop i Spanien. Efter en krock med Addies ex Dylan tvingas de ta med honom och hans vän Marcus. Det blir starten på en obekväm roadtrip.

## Rollista (i urval)
- Emma Appleton - Addie
- Laurie Davidson - Dylan
- David Jonsson - Marcus
- Isabella Laughland - Deb
- Angus Imrie - Rodney
- Adrian Lukis - Miles